# Autopal
Autopal je v současnosti obchodní značka pro výrobky automobilové osvětlovací techniky vyráběné ve společnosti Halla Visteon Autopal Services s.r.o.[zdroj?]

## Historie firmy
Firma byla založena v roce 1879 Josefem Rotterem, zpočátku zaměřena na výrobu kočárových lamp, později lamp pro motorová vozidla. Dále jako národní podnik byla monopolním dodavatelem svítilen a světlometů pro tuzemské výrobce (Škoda, Tatra, Avia). V roce 1993 byla privatizována a koupena firmou Ford Motor Company. V roce 2000 převedena do divize Visteon (oddělivší se od společnosti Ford). V roce 2007 se společnost zařadila na 3. místo v žebříčku 100 obdivovaných firem CZECH TOP 100 v kategorii Automobilová výroba a související činnosti, výroba dopravních prostředků. V roce 2012 byla prodána světelní část divizi indické firmě Varroc Group.

## Současnost
V současné době je firma výrobce automobilové klimatizační techniky.[zdroj?] Závody společnosti jsou čtyři a jsou situovány ve městech Nový Jičín - Závod 1 a 2, Hluk - Závod 3, Rychvald - Závod 4.